# Szórekordok listája
Ez a szócikk a szavak rekordjait sorolja fel.

## Leghosszabb szavak

### Leghosszabb szó
A világ gyakran leghosszabbnak nevezett szava a titin nevű protein kémiai neve. A titin a legnagyobb protein, amit eddig találtak. A protein kémiai neve 189 819 betű hosszú.
A 2. helyezett egy kitalált ételnek a neve, melyet Arisztophanész görög költő használt A nőuralom című művében:
lopadotemakhoszelakhogaleokranioleipszanodrimüpotrimmatoszilphiokarabomelitokatakekhümenokikhlepikosszüphophattoperiszteralektrüonoptokephalliokinklopeleiolagóosziraiobaphétraganopterügón, amely 183 betűből áll. Eredeti görög írásmódján a szó 171 betűből áll:
λοπαδοτεμαχοσελαχογαλεοκρανιολειψανοδριμυποτριμματoσιλφιοκαραβομελιτοκατακεχυμενοκιχλεπικοσσυφοφαττοπεριστεραλεκτρυονοπτοκεφαλλιοκιγκλoπελειολαγῳοσιραιοβαφητραγανοπτερύγων.
A 3. helyezett a német nyelv egy mesterségesen létrehozott összetett szava, a Hottentotterstotterrottelmutterlattengitterkotterbeutelrattenhottentottenattentaterfünderhottentottenkriminalbeamte (116 karakter), melynek jelentése: ponyvával lefedett kenguru-ketrecbe zárt, buta és dadogós fiúgyermekű hottentotta anyukát megölt hottentotta gyilkost megtaláló hottentotta rendőrtisztviselő (azaz érthetőbben (mondatba foglalva) egy olyan hottentotta rendőrtisztviselő, aki megtalált egy olyan hottentotta gyilkost, akit bezártak egy kenguruketrecbe és megölt egy olyan hottentotta anyukát, akinek a fia buta és dadogós).

### Leghosszabb nevű német törvény
A Rinderkennzeichnungs- und Rindfleischetikettierungsüberwachungsaufgabenübertragungsgesetz (RkReÜAÜG) ( hallgat) (magyarul körülbelül Marhajelölés- és marhahúscímkézés-felügyelet kötelezettségeit meghatározó törvény) Mecklenburg-Elő-Pomeránia német tartomány törvénye 2000-ből, mely a marhahúscímkézés felügyeletével foglalkozik.
Ez a hivatalos „rövid” neve a törvénynek, melynek teljes neve Gesetz zur Übertragung der Aufgaben für die Überwachung der Rinderkennzeichnung und Rindfleischetikettierung.
Az ilyen hosszú nevek egyáltalán nem gyakoriak a német nyelvben. Amikor a törvényt javasolták a helyi parlamentben, a képviselők nevetéssel reagáltak, és a felelős miniszter Till Backhaus bocsánatot kért a „talán túlzó hosszért”. 1999-ben a Német Nyelvi Társaság (Gesellschaft für deutsche Sprache) az év szavának jelölte, de végül a Millennium nyert.

### Leghosszabb nevű vasútállomás

#### Gorsafawddacha’idraigodanheddogleddollônpenrhynareurdraethceredigion
A fenti név egy, a Fairbourne & Barmouth Steam Railway kisvasút vonalán található vasútállomás neve volt 2007-ig. Jelentése: ’Mawddach állomás és sárkányfoga az északi Penrhyn úton, a Cardigan Bay (öböl) arany tengerpartján’.
Ez az állomásnév volt a leghosszabb az egész Egyesült Királyságban, kifejezetten azért is nevezték el így, hogy lefőzzék az addigi csúcstartót, a szintén walesi, ma még jóval ismertebb Llanfairpwllgwyngyllgogerychwyrndrobwllllantysiliogogogocht. 2007-ben Golf Haltra nevezték át.

### Leghosszabb földrajzi nevek

#### Bangkok
Thaiföld fővárosának ceremoniális teljes neve szerepel a Guinness Rekordok Könyvében a világ leghosszabb földrajzi neveként.
A város teljes neve: Krung Thep Maha Nakhon Amon Rattanakosin Mahinthara Ayutthaya Mahadilok Phop Noppharat Ratchathani Burirom Udom Ratchaniwet Mahasathan Amon Phiman Awatan Sathit Sakkathattiya Witsanu Kamprasit (กรุงเทพมหานคร อมรรัตนโกสินทร์ มหินทรายุธยามหาดิลก ภพนพรัตน์ ราชธานีบุรีรมย์ อุดมราชนิเวศน์ มหาสถาน อมรพิมาน อวตารสถิต สักกะทัตติยะ วิษณุกรรมประสิทธิ์), ( hallgasd) . A város nevének jelentése körülbelül: „Az angyalok városa, a nagy város, az örök ékkő-város, Indra isten bevehetetlen városa, a világ kilenc drágakővel ékesített nagyszerű fővárosa, a boldog város, amelynek gazdagsága egy hatalmas királyi palota, mely ahhoz a mennyei lakhelyhez hasonló, ahol a reinkarnálódott isten uralkodik, az Indra által adott és Visnukam által épített város.”

#### Taumatawhakatangihangakoauauotamateapokaiwhenuakitanatahu
Taumatawhakatangihangakoauauotamateapokaiwhenuakitanatahu vagy Taumatawhakatangihangakoauauotamateaturipukakapikimaungahoronukupokaiwhenuakitanatahu a Maori neve az egyébként jelentéktelen, 305 méter magas dombnak, közel Porangahauhoz, délre Waipukurautól, a Hawke's Bay régió déli részén, Új-Zélandon. A nevet gyakran Taumatára (Taumata) rövidítik a helyiek a beszélgetés megkönnyítésére . A domb nevét gyakran példának használják a leghosszabb szóra az angol nyelvben.
A dombot jelző táblán Taumatawhakatangihangakoauauotamateaturipukakapikimaungahoronukupokaiwhenuakitanatahunak írva áll, Ami nagyjából így fordítható le A hegyfok [vagy hegyorma]a dombnak [vagy helynek], ahol Tamatea, az ember a nagy térdekkel, aki [le]csúszott, [fel]mászott] és lenyelte a hegyeket [hogy átutazza földet], [aki] úgy ismert mint a földevő, játszott a furulyáján a szerelmének. 85 betű hosszan ez az egyik leghosszabb földrajzi név a világon.

#### Llanfairpwllgwyngyllgogerychwyrndrobwllllantysiliogogogoch
Llanfairpwllgwyngyllgogerychwyrndrobwllllantysiliogogogoch egy falu Anglesey szigetén Walesben, a Menai-szoroson található közel a Menai Hídhoz és Bangorhoz.
Ez a falu rendelkezik a leghosszabb hivatalosan elismert földrajzi névvel az Egyesült Királyságban , és egyike a leghosszabb angol szavaknak, a maga 51 betűs (58 karakteres) hosszával.
A falu eredetileg Llanfair Pwllgwyngyll néven volt ismert, és a 19. században nevezték át, így kísérelve meg kereskedelmi és turisztikai központtá változtatni. Manapság a falutáblán még mindig Llanfairpwllgwyngyll áll, a földrajzi felméréseken Llanfair Pwllgwyngyll-két szerepel, és a helyiek számára Llanfairpwll-ként vagy egyszerűen Llanfair-ként ismert.

### Leghosszabb nevű death metal együttes
A 2016-ban Durbanban alakult death metal együttes neve XavlegbmaofffassssitimiwoamndutroabcwapwaeiippohfffX (röviden Xavleg), teljes neve pedig Acidic Vaginal Liquid Explosion Generated by Mass Amounts of Filthy Fecal Fisting and Sadistic Septic Syphilic Sodomy Inside the Infected Maggot Infested Womb of a Molested Nun Dying Under the Roof of a Burning Church While a Priest Watches and Ejaculates in Immense Perverse Pleasure Over His First Fresh Fetus. Ezzel a hosszú névvel és a legkiolvashatatlanabb logóval mémmé vált az interneten a metálosok közt.

### Egyéb rekordok
A 45 betűből álló Pneumonoultramicroscopicsilicovolcanoconiosis a leghosszabb szótárban szereplő szó.

A 38 betűs Desarzobispodeconstantinopolitarizador a leghosszabb szó egy nyelvtörőben (ld. A konstantinápolyi érsek).

A Honorificabilitudinitatibus a maga 27 betűjével a Shakespeare műveiben található leghosszabb szó.
Természetesen a magyar szavaink is  az élvonalban vannak mint például az: eltöredezettségmentesítőtlenítetthetetlenségtelenítőtlenkedhetnétek és a: 
megszentségteleníthetetlenségeskedéseitekért. Előbbi 67, utóbbi 44 irásjegyből áll. Ezeken felül is van jó pár hosszú szavunk, de ezek mesterségesen létrehozott szavak, így a köznyelvben nem használatosak.
Mexikó Coahuila államában nem korlátozzák, hogy a szülök milyen keresztnevet adnak a gyermeküknek. A leghosszabb név, amit adtak, 36+5 betűből állt, a fiú teljes neve ez lett: Brhadaranyakopanishadvivekachudamani Erreh Muñoz Castillo.

## Legrövidebb szavak
A legrövidebb magyar szavak az „a”, az „e”, az „ő” és az „s”.

### Legrövidebb földrajzi nevek

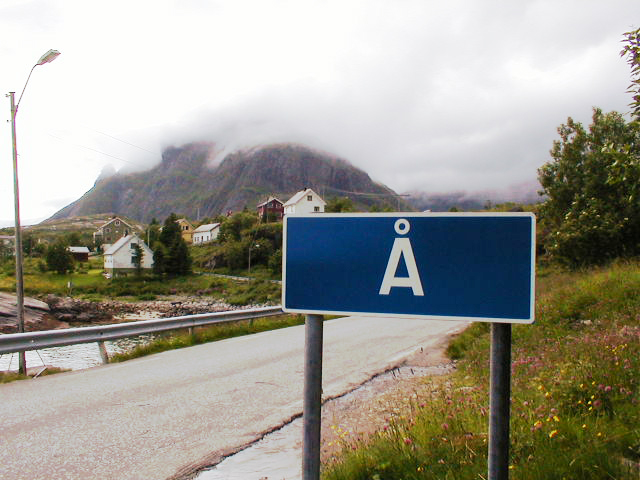
Å falutáblája Moskenesben, Norvégiában

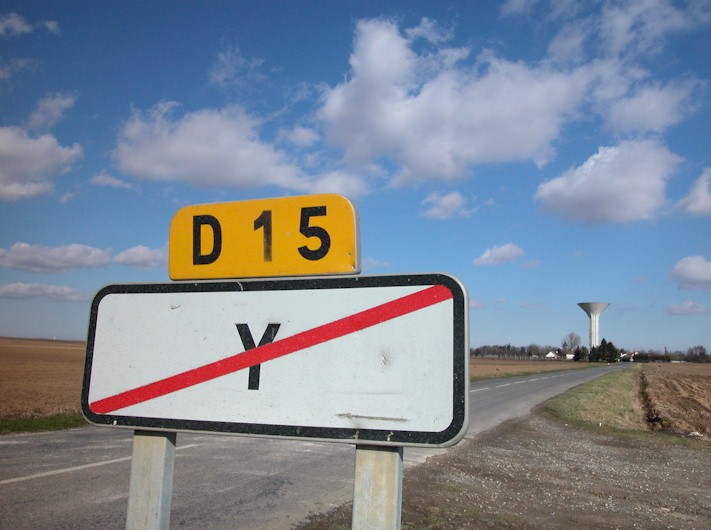
Útitábla jelzi Y végét Somme départementben, Franciaországban

A világban sok településnek van egy- vagy kétbetűs neve, ezek:

#### Egybetűs nevek
- Å, több helység neve is Norvégiában és Svédországban
- Ö négy helyen Svédországban; jelentése ’sziget’
- U, Panama
- Y, Alaszka, USA
- Y, Somme, Franciaország

#### Kétbetűs nevek
- Aa folyó, Hollandiában
- Ae, Dumfries and Galloway, Skóciában
- Ág egy település Baranya vármegyében, Magyarország
- Ai, Ohio, USA
- Ål, Buskerud, Norvégia.
- As, Limburg, Belgium
- Aš, Csehország
- Ås, több helység neve is Norvégiában és Svédországban.
- Au, több város neve Ausztriában, Németországban és Svájcban (jelentése: ártér)
- Ay, Marne, Franciaország
- Bo, Sierra Leone
- Bő, község Vas vármegyében, Magyarország
- Bû, Eure-et-Loir, Franciaország
- By, Norvégia
- By, Doubs, Franciaország
- Bø, Norvégia
- Ed, Svédország
- Ed, Ausztria
- Ed, Kentucky, USA
- Ee, Hollandia
- Eu, Seine-Maritime, Franciaország
- Fa, Aude, Franciaország
- Gy, Haute-Saône, Franciaország
- Gy, Svájc
- He, egy megye Anhuiban, Kínában
- Ho, Ghána
- Ig, község Szlovéniában
- Ii, Finnország
- IJ, folyó Hollandiában
- Io, Norvégia
- Ip, falu Szilágy megyében, Romániában
- Li, Norvégia
- Lü, Svájc
- Ob folyó és város Oroszországban
- Öd (Oed), Alsó-Ausztria (németül ’elhagyott’-at jelent)
- Of, Törökország
- Øn, Norvégia
- Oô, Haute-Garonne, Franciaország
- Őr község Szabolcs-Szatmár-Bereg vármegyében, Magyarország
- Os, Hedmark és Hordaland megyékben, Norvégiában
- Oy, Németország
- Øy, Norvégia
- Oz, Isère, Franciaország
- Oz, Kentucky, USA
- Pó, Olaszország leghosszabb folyója
- Py, Pyrénées-Orientales, Franciaország
- Re, Vestfold megye, Norvégia
- Ri, Orne, Franciaország
- Ry, Seine-Maritime, Franciaország
- Sé község Vas vármegyében
- Sy, Ardennek, Franciaország
- Ub, szerb város és folyó
- Ur, ősi város Mezopotámiában
- Ur, Pyrénées-Orientales, Franciaország
- Us, Val-d’Oise, Franciaország
- Uz, Hautes-Pyrénées, Franciaország
- Uz, Kentucky, USA
- Úz, egy folyó és annak völgye Erdélyben
- Ve, Norvégia
- Vò, Olaszország
- Yp sivatag, az USA nyugati részén

## Egyéb

### Csak mássalhangzót tartalmazó szavak
- s – magyar kötőszó, 1 mássalhangzó
- pszt – magyar mondatszó, 3 mássalhangzó
- tkkststt – egy berber nyelvjárásban azt jelenti (nőre utalva): ’kivetted’, tftktstt jelentése pedig ugyanebben a nyelvjárásban ’megrándítottad, kificamítottad’  – mindkettő 8 mássalhangzó
- prst – szerbül ’ujj’ – 4 mássalhangzó
- čtvrt csehül ’egynegyed’ – 5 mássalhangzó
- čvrst szerbül ’szilárd’ – 5 mássalhangzó
- smrt horvátul ’halál’ – 4 mássalhangzó

### Csak magánhangzót tartalmazó szavak
- Aue – németül német kisváros az Érchegységben, továbbá sok osztrák és német városrész (településrész) neve
- eau – franciául ’víz’
- hoy – spanyolul ’ma’
- huía – spanyolul ’menekült, menekültem’ (a spanyolban nem ejtik ki a h-t)
- ó – magyarul 'régi'
- oía – spanyolul ’hallotta, hallottam’
- oo – mongolul 'krém'
- ouïe – franciául ’hallás’
- oui – franciául ’igen’
- aoi – japánul ’kék’
- iie – japánul ’nem’
- ou – franciául 'vagy'
- où – franciául 'hol', 'ahol'
- ou – románul  ’tojás’, ouă –  ’a tojás’
- өө – mongolul 'egyenetlenség, hiba'
- уу – mongolul 'igyál'
- үү – mongolul 'bőrkeményedés, bütyök, dudor'
- Ei – németül ’tojás’
- ei – finnül ’nem’
- ai – japánul ’szerelem’
- oaie  – románul 'juh'

### Csak egy mássalhangzót tartalmazó (legalább 5 betűs) szavak
- oíais – spanyolul ’hallottátok’
- fiaiéi – magyarul (a szó tetszőleges számú "éi"-vel bővíthető)
- oiseau – franciául 'madár'
- ouate – franciául 'vatta'

### A legtöbb, egymást követő mássalhangzó
- szlovákul odštvrtvrstvit, csehül odčtvrtvrstvit: ’egy felület negyedét eltávolítani’  – 11 mássalhangzó, négy szótag
- grúz nyelven gvprtskvni (’hámozunk’) – 9 mássalhangzó, de egy szótagos szó

### A legtöbb egymás melletti ugyanolyan magánhangzó
- Kuuuurijate töööö jäääärel. észtül azt jelenti, hogy A holdkutatók dolgos éjszakája a jég szélén.

## Fordítás
- Ez a szócikk részben vagy egészben  a   Rinderkennzeichnungs- und Rindfleischetikettierungsüberwachungsaufgabenübertragungsgesetz című angol Wikipédia-szócikk fordításán alapul.  Az eredeti cikk szerkesztőit annak laptörténete sorolja fel. Ez a jelzés csupán a megfogalmazás eredetét és a szerzői jogokat jelzi, nem szolgál a cikkben szereplő információk forrásmegjelöléseként.
- Ez a szócikk részben vagy egészben  a   List of short place names című angol Wikipédia-szócikk fordításán alapul.  Az eredeti cikk szerkesztőit annak laptörténete sorolja fel. Ez a jelzés csupán a megfogalmazás eredetét és a szerzői jogokat jelzi, nem szolgál a cikkben szereplő információk forrásmegjelöléseként.
- Ez a szócikk részben vagy egészben  a   Longest word in English című angol Wikipédia-szócikk fordításán alapul.  Az eredeti cikk szerkesztőit annak laptörténete sorolja fel. Ez a jelzés csupán a megfogalmazás eredetét és a szerzői jogokat jelzi, nem szolgál a cikkben szereplő információk forrásmegjelöléseként.